# Sandra Pogodová
Sandra Pogodová (* 16. dubna 1975 Olomouc) je česká herečka.
V roce 1993 začala hrát v divadle ABC a v roce 1998 odešla do New Yorku, kde pracovala jako au-pair. Moderuje Dámský klub v rádiu Frekvence 1.

## Filmografie
- Špunti na cestě – 2021

- Ona a on – 2013
- Helena – 2012–2018
- Doktor od jezera hrochů – 2010
- Jménem krále – 2009
- Líbáš jako Bůh – 2009
- Vyprávěj – 2009
- Anglické jahody – 2008
- Bathory – 2008
- Velmi křehké vztahy – 2007
- Bazén – 2005
- Černí baroni – 2004
- Post Coitum – 2004
- Rodinná pouta – 2004
- Pátek čtrnáctého – 2003
- Blboun – 2001
- Černí andělé – 2001
- Naše děti – 2001
- Politik a herečka – 2001
- Pravdivý příběh Antonie Pařízkové, lehké holky s dobrým srdcem – 2001
- Slušný člověk – 2001
- Byl jednou jeden polda II – Major Maisner opět zasahuje! – 1997
- Nejasná zpráva o konci světa – 1997
- Dům poslední radosti – 1996
- Byl jednou jeden polda – 1995
- Kamarád do deště II – Příběh z Brooklynu – 1992